# بخش مدینا
بخش مدینا (به لاتین: Mdina) یک منطقهٔ مسکونی در مالت است که در مالت واقع شده‌است. بخش مدینا ۰٫۹ کیلومتر مربع مساحت و ۲۴۳ نفر جمعیت دارد.